# Hans-Jürgen Bäumler
Hans-Jürgen Bäumler (Dachau, Alemanha Ocidental, 28 de janeiro de 1942) é um ex-patinador artístico alemão, que competiu em provas individuais e de duplas representando a Alemanha Ocidental. Ele conquistou duas medalhas de prata olímpicas em  1960 e 1964 ao lado de Marika Kilius, e quatro medalhas em campeonatos mundiais, sendo duas de ouro, uma de prata e uma de bronze com Marika Kilius.

## Medalha olímpica em 1964
Originalmente medalhistas de prata na competição de duplas nos Jogos Olímpicos de Inverno de 1964, Marika Kilius e Bäumler, tiveram suas medalhas retiradas em 1966 pelo Comitê Olímpico Internacional, assim elevando a dupla canadense Debbi Wilkes e Guy Revell para medalha de prata, e a dupla americana Vivian Joseph e Ronald Joseph para a medalha de bronze. Porém em 1987, o COI devolveu a medalha de prata para Kilius e Bäumler, porém as demais duplas não foram contatadas ou devolveram as medalhas, e nos registros do COI Wilkes e Revell apareciam com o bronze, e a dupla americana não aparecia entre os medalhistas. Somente em 2013 o COI decidiu oficialmente que as duplas alemã e canadense vão oficialmente dividir a medalha de prata, e que a dupla americana não terá que devolver o bronze, sendo declarados medalhistas de bronze.

## Principais resultados

### Individual masculino
| Resultados         | Resultados    | Resultados        | Resultados       | Resultados        | Resultados        | Resultados    | Resultados    | Resultados    | Resultados    | Resultados    | Resultados    | Resultados    |
| Internacional      | Internacional | Internacional     | Internacional    | Internacional     | Internacional     | Internacional | Internacional | Internacional | Internacional | Internacional | Internacional | Internacional |
| Evento/Temporada   | 1954– 1955    | 1955– 1956        | 1956– 1957       | 1957– 1958        | 1958– 1959        |               |               |               |               |               |               |               |
| ------------------ | ------------- | ----------------- | ---------------- | ----------------- | ----------------- | ------------- | ------------- | ------------- | ------------- | ------------- | ------------- | ------------- |
| Campeonato Mundial |               | 12.º              |                  | 14.º              |                   |               |               |               |               |               |               |               |
| Campeonato Europeu |               | 14.º              | 6.º              | 8.º               |                   |               |               |               |               |               |               |               |
| Nacional           |               |                   |                  |                   |                   |               |               |               |               |               |               |               |
| Campeonato Alemão  | 4.º           | Medalha de bronze | Medalha de prata | Medalha de bronze | Medalha de bronze |               |               |               |               |               |               |               |

### Duplas com Marika Kilius
| Resultados                                            | Resultados      | Resultados       | Resultados        | Resultados       | Resultados       | Resultados      | Resultados       | Resultados    | Resultados    | Resultados    | Resultados    | Resultados    |
| Internacional                                         | Internacional   | Internacional    | Internacional     | Internacional    | Internacional    | Internacional   | Internacional    | Internacional | Internacional | Internacional | Internacional | Internacional |
| Evento/Temporada                                      | 1957– 1958      | 1958– 1959       | 1959– 1960        | 1960– 1961       | 1961– 1962       | 1962– 1963      | 1963– 1964       |               |               |               |               |               |
| ----------------------------------------------------- | --------------- | ---------------- | ----------------- | ---------------- | ---------------- | --------------- | ---------------- | ------------- | ------------- | ------------- | ------------- | ------------- |
| Jogos Olímpicos                                       |                 |                  | Medalha de prata  |                  |                  |                 | Medalha de prata |               |               |               |               |               |
| Campeonato Mundial                                    | 6.º             | Medalha de prata | Medalha de bronze |                  |                  | Medalha de ouro | Medalha de ouro  |               |               |               |               |               |
| Campeonato Europeu                                    | 5.º             | Medalha de ouro  | Medalha de ouro   | Medalha de ouro  | Medalha de ouro  | Medalha de ouro | Medalha de ouro  |               |               |               |               |               |
| Nacional                                              |                 |                  |                   |                  |                  |                 |                  |               |               |               |               |               |
| Campeonato Alemão                                     | Medalha de ouro | Medalha de ouro  | Medalha de prata  | Medalha de prata | Medalha de prata | Medalha de ouro | Medalha de ouro  |               |               |               |               |               |
|                                                       |                 |                  |                   |                  |                  |                 |                  |               |               |               |               |               |
| Legenda: Competição não foi disputada nesta temporada |                 |                  |                   |                  |                  |                 |                  |               |               |               |               |               |